# Phyllanthus fraguensis
Phyllanthus fraguensis är en emblikaväxtart som beskrevs av Marshall Conring Johnston. Phyllanthus fraguensis ingår i släktet Phyllanthus och familjen emblikaväxter. Inga underarter finns listade i Catalogue of Life.